# Aquarium communautaire
 (janvier 2009).
Si vous disposez d'ouvrages ou d'articles de référence ou si vous connaissez des sites web de qualité traitant du thème abordé ici, merci de compléter l'article en donnant les références utiles à sa vérifiabilité et en les liant à la section « Notes et références ».

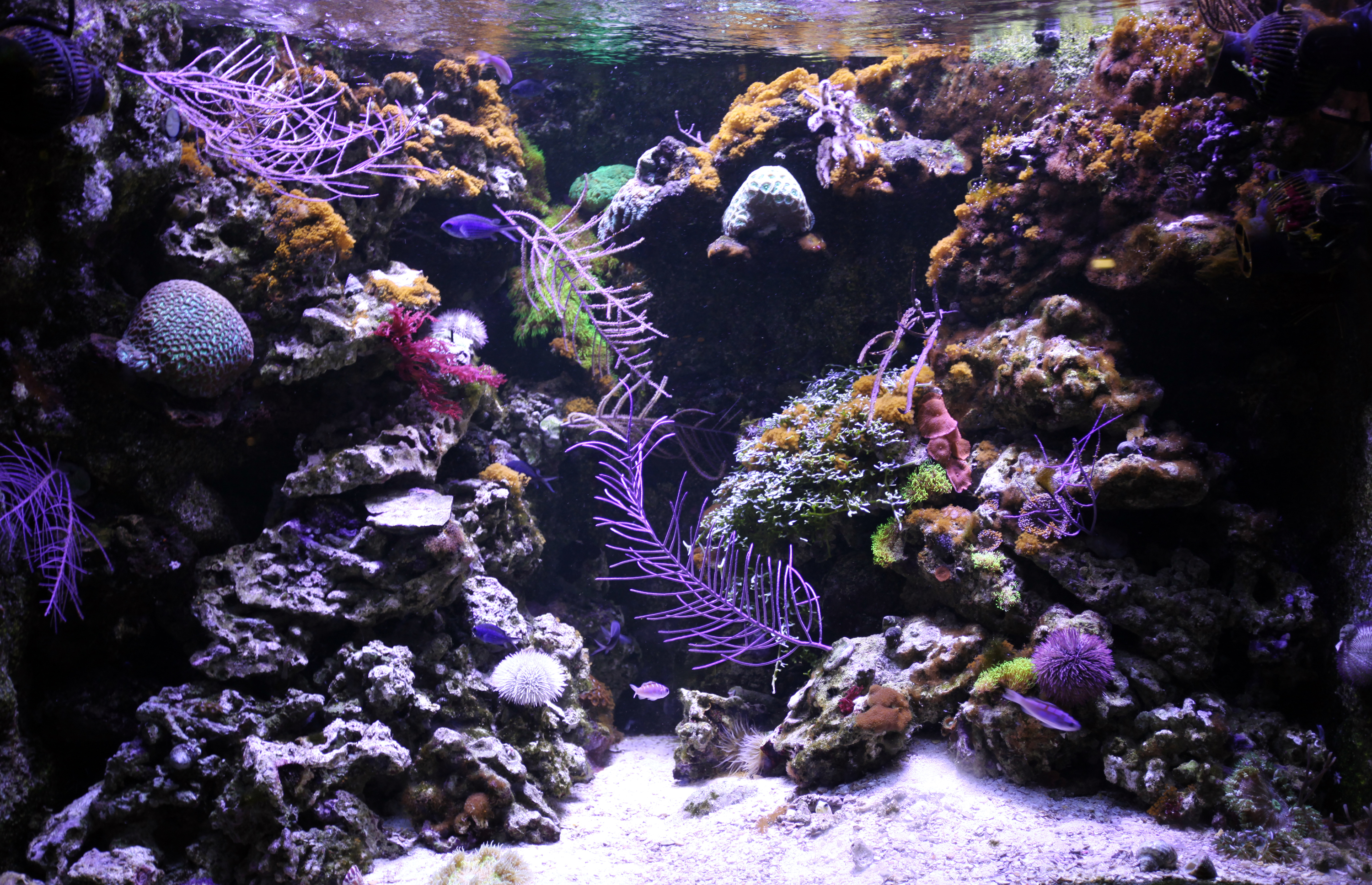
Aquarium d'eau de mer communautaire à l'Aquarium du palais de la Porte Dorée, Paris (France)

Les aquariums communautaires sont des aquariums conçus pour contenir plusieurs espèces de poissons. Le but est de rassembler des poissons et autres organismes aquatiques qui sont compatibles (caractère, taille, paramètres de l'eau), tout en utilisant leurs différentes couleurs et leurs comportements pour ajouter de la valeur, de l'intérêt et du divertissement. Le nombre et le choix des poissons est limité seulement par la taille du bac si l'aquariophile ne cherche pas à reconstituer un milieu géographique précis.

## L'aquarium communautaire d'eau douce
Pour les aquariums d'eau douce communautaires, il y a un grand nombre d'espèces qui cohabitent bien. Ils hébergent des espèces et des variétés qui ne se côtoient pas normalement dans la nature, par exemple des Apistogramma venant d'Amérique du Sud avec des Rasboras venant d'Asie et des Guppys venant d'Amérique centrale. La majeure partie des barbus, tetras, corydoras, rasboras, danios, ancistrus, Poecilidés est paisible, bien que quelques espèces pincent les nageoires de certains poissons comme le Barbu de Sumatra et les Tétras serpae.
Habituellement, les « mauvais » poissons de bac communautaire incluent les labeos, les Chromobotia macracanthus ("loche-clown"), le gyrino et beaucoup d'autres poissons. Surtout ceux devenant grands ou ceux préférant la vie en solitaire. Ces poissons sont souvent agressifs et/ou prédateurs, ils conviennent mieux pour des bacs spécifiques ou dans des bacs communautaires soigneusement construits avec d'autres espèces robustes.

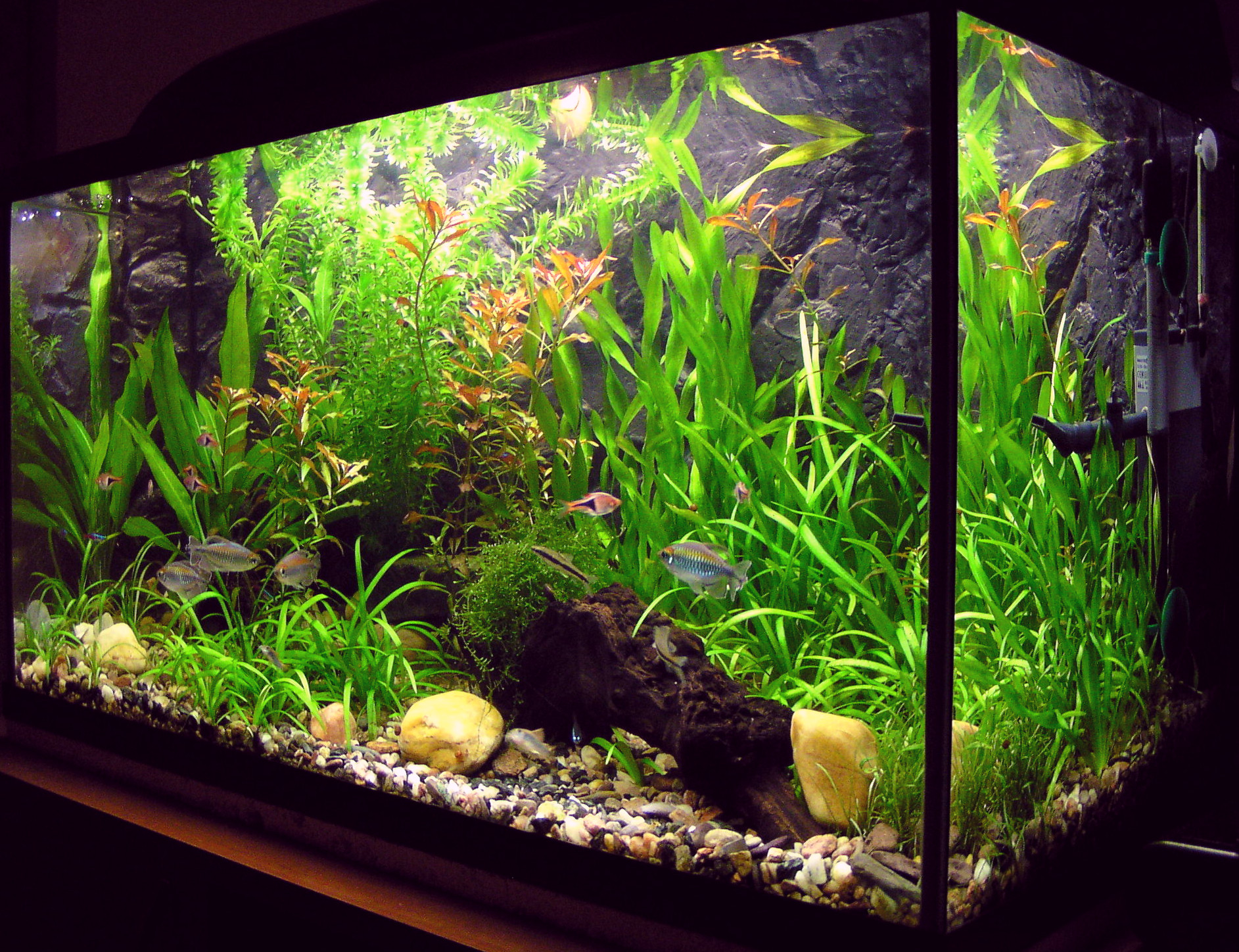
Aquarium communautaire d'eau douce classique
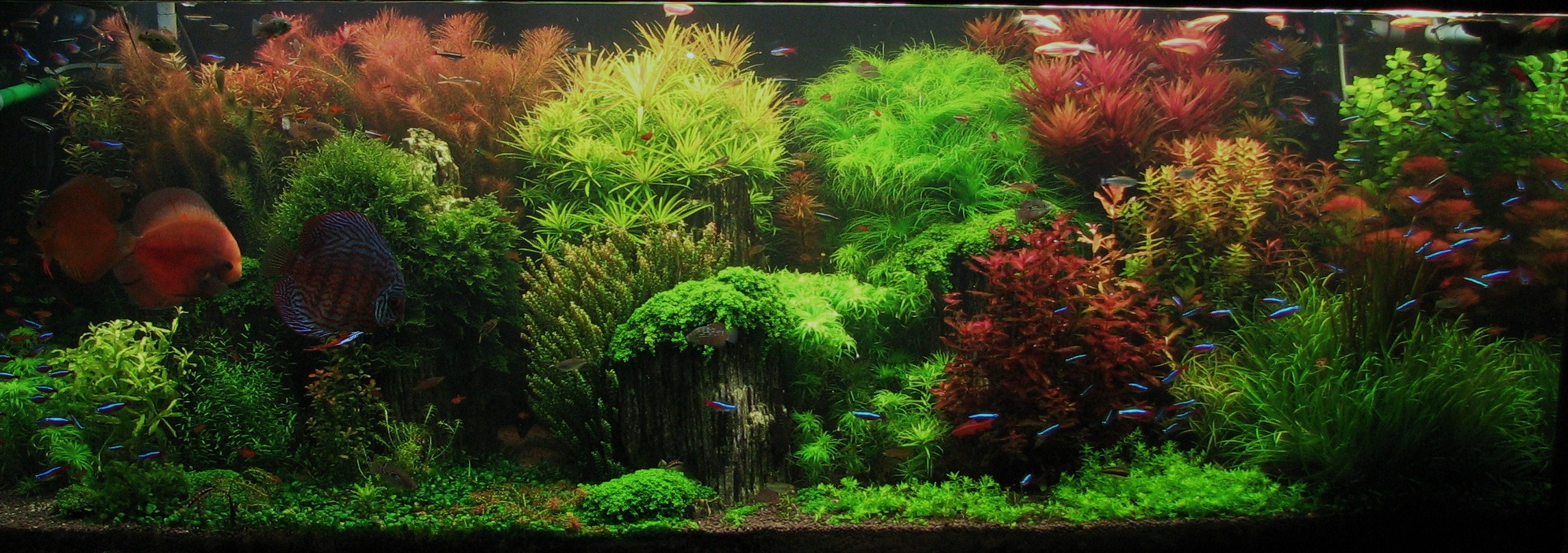
Aquarium communautaire paysager (voir aussi Aquascaping)

## L'aquarium communautaire d'eau de mer
Bien que n'étant habituellement pas appelés bacs communautaires, plusieurs aquariums marins entrent aussi dans cette catégorie car ils contiennent des poissons provenant d'endroits aussi divers que les Caraïbes, la mer Rouge, et l'océan Pacifique.

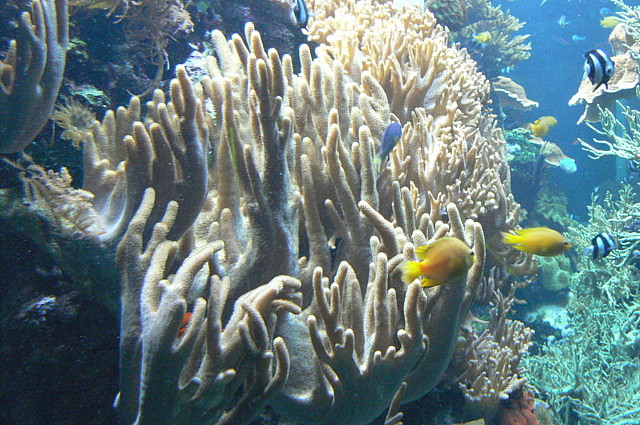
Aquarium à Berlin (Allemagne)
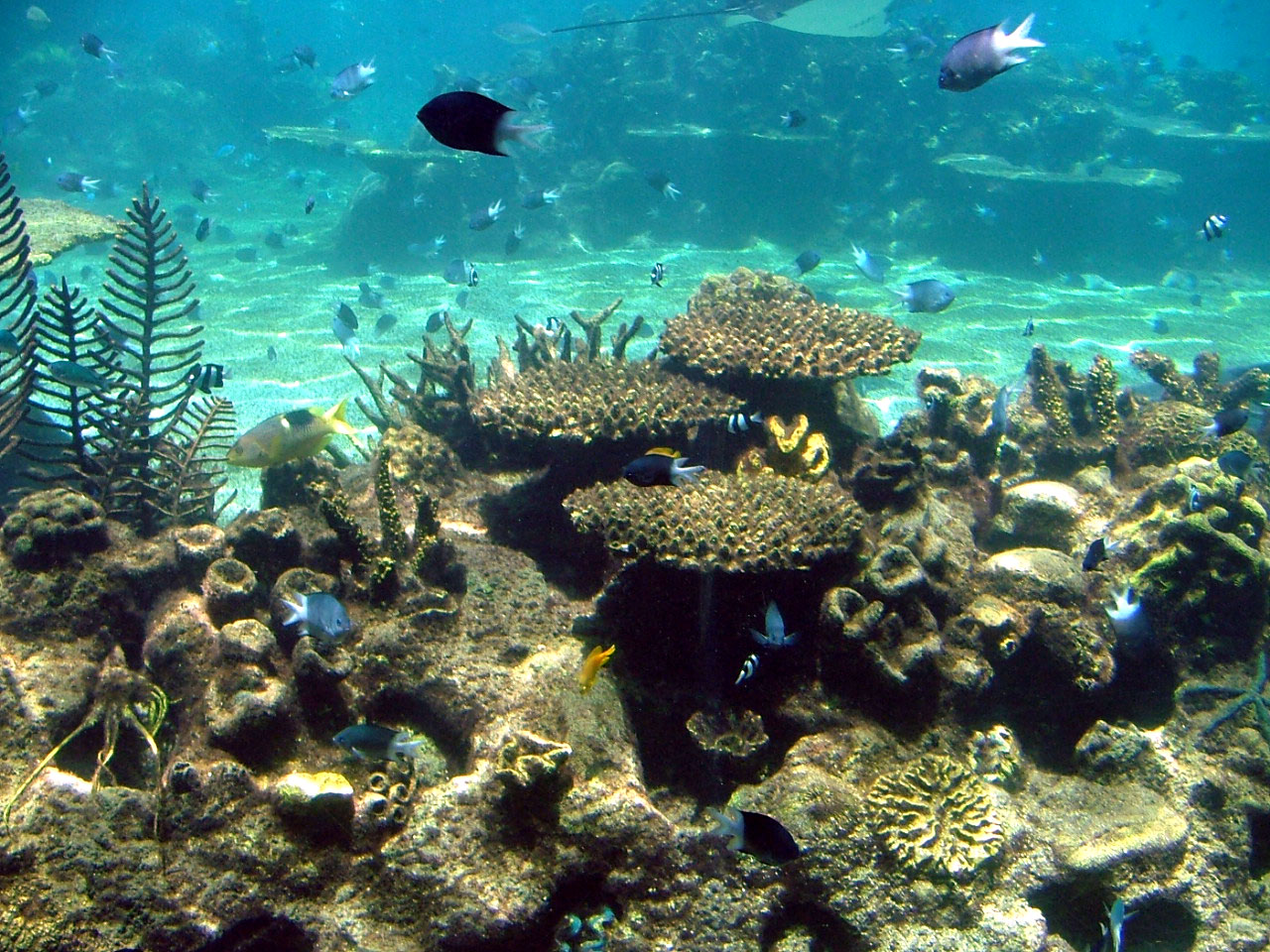
Aquarium marin, à Sea World, Queensland (Australie)

## L'aquarium régional
D'autres aquariophiles préfèrent les bacs communautaires qui reproduisent des lieux géographiques particuliers (appelés parfois "biotopes", souvent à tort) avec des matériaux décoratifs appropriés comprenant les poissons, les roches et les plantes d'origine. Les plus populaires de ces aquariums géographiques sont ceux basés sur les cichlidés des lacs de l'Est africain tels que le lac Tanganyika ou le lac Malawi mais aussi les bacs typiquement asiatiques ou amazoniens. L'avantage de ces bacs est qu'ils sont totalement naturels tandis que le bac communautaire reste contre nature.